# Prunus perulata
Prunus perulata es una especie de planta del género Prunus, perteneciente a la familia Rosaceae.

## Taxonomía
Prunus perulata fue descrita por Bernhard Adalbert Emil Koehne en 1911.

## Distribución
Se encuentra en el territorio centro-sur de China.